# Питре, Джузеппе
Джузе́ппе Питре́ (итал. Giuseppe Pitré, 22 декабря 1841, Палермо — 10 апреля 1916, Палермо) — итальянский этнограф и фольклорист.

## Биография
Получив в 1866 году медицинское образование, начал изучение литературы, написав первое научное исследование итальянского фольклора. Был одним из первых исследователей этнической психологии, которую преподавал с 1910 года в Палермском университете на Сицилии.
В период с 1871 по 1913 год составил свой главный труд «Библиотека сицилийских народных традиций» (итал. Biblioteca delle tradizioni popolari siciliane) — 25-томную коллекцию образцов сицилийского устного народного творчества (песни, пословицы, загадки, басни, новеллы, легенды).
В 1882 году основал архив для изучения народных традиций (Archivio per lo studio delle tradizioni popolari), в 1894 году выпустил библиографию итальянских народных традиций.
Писал также работы по истории медицины.

## Память
В Палермо в 1909 году был создан Этнографический музей Джузеппе Питре. За исследования в области этнографии и антропологии вручается международная премия Питре (полное наименование Premio Internazionale di Studi Etnoantropologici Pitré-Salomone Marino).

## Труды
- «Fiabe, novelle e racconti popolari siciliani» (1875, 4 тт.)
- «Grammatica Siciliana — un saggio completo del dialetto e delle parlate siciliane» (1875)
- «Biblioteca delle tradizioni popolari siciliane» (1891—1913, 25 тт.)
- «Bibliografia delle tradizioni popolari d'ltalia» (1894)
- «Le storie di Giufà»
- «Le storielle di roy»
- «Medici, chirurgi, barbieri e speziali antichi in Sicilia» (1910)